# Jürgen H. Wolff
Jürgen H. Wolff (* 1940) ist ein deutscher Soziologe.

## Leben
Er erwarb den Diplom-Volkswirt (1965, Freiburg im Breisgau); Dr. phil. (1968, Freiburg) und Dr. habil. (1981, Freiburg). Er war von 1965 bis 1981 (mit Unterbrechungen) wissenschaftlicher Mitarbeiter des Arnold-Bergstraesser-Instituts Freiburg. Von 1970 bis 1971 war er Experte für Arbeitsmarktplanung und -verwaltung bei der Regierung von Gabun. Von 1976 bis 1978 war er Habilitationsstipendiat der DFG. Seit 1981 lehrte er als Professor für Soziologie der Entwicklungsländer an der Universität Bochum. Von 1991 bis 1992 war er Gastprofessor für Soziologie an der Texas A&M University.
Seine Forschungsschwerpunkte sind Politik, Verwaltung, Erziehungswesen und Gesellschaft in der Dritten Welt (insbes. Andenraum, Schwarzafrika, Südostasien).